# Rivals.com
Rivals.com est un réseau de sites web axés principalement sur le recrutement de football américain et de basketball universitaires aux États-Unis. Le réseau est lancé en 1998 et emploie actuellement plus de 300 personnes.

## Histoire
Rivals.com est fondé en 1998 par Jim Heckman et William Sornsin à Seattle dans l'état de Washington, avec un groupe d’investisseurs extérieurs,. Heckman est l'ancien gendre de Don James (en), ancien entraîneur-chef de football des Huskies de l'université de Washington, que Heckman fréquente et où il sera ensuite impliqué dans un scandale de recrutement. Les revenus initiaux du site provenant uniquement de la publicité, Rivals.com utilise par la suite un abonnement mensuel de 10 $ pour permettre aux utilisateurs d’avoir accès aux dernières informations sur le recrutement et de participer à divers forums de discussion dédiés aux écoles couvertes par le réseau. Rivals est financé par des fonds de sociétés de capital-risque, notamment de Fox et Intel.
Rivals acquiert en janvier 2000 AllianceSports, un réseau régional qui couvre principalement les sports universitaires dans le sud-est des États-Unis. À son apogée, Rivals.com emploie près de 200 personnes, exploite un réseau de 700 sites web indépendants et sponsorise le Hula Bowl à Hawaii. Cependant, des problèmes économiques et l'effondrement de la « bulle » point-com conduisent rapidement Rivals Network, la société mère de Rivals.com, à cesser ses activités en 2001, sans jamais demander la protection de la faillite. Les dirigeants d’AllianceSports achètent les actifs de Rivals.com et relancent ensuite le site Web. Heckman, qui est limogé de ses fonctions de président-directeur général, lance un réseau concurrent appelé The Insiders, qui sera renommé Scout.com (en) et vendu à Fox Interactive Media (en) en 2005 pour un montant de 60 millions de dollars.
Dirigé par Shannon Terry, ex-dirigeant d'AllianceSports, Rivals.com devient rentable. Le 21 juin 2007, Yahoo! accepte d’acquérir Rivals.com. Les termes de l'accord ne sont pas divulgués, mais plusieurs sources rapportent que Yahoo! paye environ 100 millions de dollars.

## Écoles
Les écoles présentes sur Rivals.com incluent tous les membres des Power Five Conferences :
- ACC
  - Notre Dame, une université indépendante, listée comme telle par Rivals.com, est un membre à part entière de l'ACC pour les sports autres que le football américain[11].
- Big Ten
- Big 12
- Pac-12
- SEC

Rivals a également des sites pour tous les membres de l’American Athletic Conference inscrits au football (mais pas pour Wichita State, non membre en football).
Les conférences qui ont des sites pour certaines de leurs écoles incluent :
- 3 de l'Atlantic 10.
- 8 de la Big East (c'est-à-dire toutes sauf Butler et Providence).
- 13 members de la Conference USA (tous sauf Old Dominion)
- 4 de la MAC.
- 8 de la MW.
- 6 de la Sun Belt.
- 3 FBS indépendantes (tous excepté UMass)
- Une de chacune des deux ligues FCS, the Colonial Athletic Association (James Madison) and Northeast Conference (Robert Morris).